# Bágala
Bágala es un corregimiento del distrito de Boquerón en la provincia de Chiriquí, República de Panamá. La localidad tiene 2.330 habitantes (2010).
Su nombre se deriva de los indios Dagábalos que habitaban esta región en la época precolombina. El corregimiento fue fundado el 31 de enero de 1954.
El corregimiento lo conforman las poblaciones de Bágala, Cabuya, Cerro Colorado, Los Lezcanos y Ojo de Agua. 
Algunos sitios de interés son la Subasta Chiricana, producción de piña, cerro Cabuya, cerro Colorado, río Chirigagua, centro turístico Los Delfines y río Platanal. En la cabecera se celebran las fiestas del 13 y 14 de enero.
Las actividades económicas que se desarrollan en su territorio son la subasta de ganado, guandú, piña de exportación, yuca, ñame, haba, maíz, pimentón, ganado de leche y de carne.
En su territorio pasa el oleoducto de Petroterminal de Panamá.